# Чемпионат мира по современному пятиборью 1977
XXII Чемпионат мира по современному пятиборью среди мужчин прошел в городе Сан-Антонио  США с 1 по 5 октября 1977 года.
Сан-Антонио через шесть лет вновь принимал пятиборцев мира. 49 спортсменов из 20 стран приняли участие в чемпионате. После двухгодичного «тайм-аута», вновь участвовала в споре сильнейших команда Голландии. Одного представителя направила на чемпионат Испания. Впервые полным составом пятиборцы Испании выступали на XIV Олимпийских играх в Лондоне в 1948 году, затем в 1955-м страна была представлена на VI чемпионате мира в Маколине одним пятиборцем. Впервые в столь представительном турнире приняли участие два пятиборца Кипра и один из Новой Зеландии. География расширяется.
Параллельно проходили первенство мира среди юниоров, а также первые официальные международные соревнования женских команд.

## Конкур
Первый день соревнований напоминал прошлогодний олимпийский конкур, когда преобладающее большинство участников получили больше 1000 очков. Шесть человек набрали максимальные баллы—1100, в том числе и советский пятиборец Сергей Рябикин.
Специалисты сдержано встретили высокие результаты в верховой езде. Многие из них склонны были отнести их за счет ошибок организаторов: недостаточно сложный маршрут, не соответствующий высокому уровню подготовки лошадей. Но так или иначе в числе получивших максимальные очки в конкуре кроме Рябикина были два представителя Австралии, по одному из Чехословакии, Японии и Великобритании.
- Технические результаты. Конкур. Командное первенство.

1. СССР — 3240 очков.
2. США — 3210.
3. Венгрия — 3208.
4. Польша — 3196.
5. Великобритания — 3170.
6. ФРГ — 3156.

## Фехтование
Поскольку конкур не дал ощутимого перевеса никому из претендентов на медали, все основные события развернулись в фехтовальном зале. Технично, а главное результативно провел бои чех Иржи Адам. Он с 1023 очками становится победителем фехтования, опережая Леднева на один укол (23 очка). Януш Печак и немец Норберт Кюн получили по 977 очков. Советские спортсмены — Тарев—862 очка, Рябикин—839 очков.
- Фехтование. Личное первенство.

1. Иржи Адам (Чехословакия) — 1023 очка.
2. Павел Леднев (СССР) — 1000.
3. Януш Печак (Польша) — 977.
4. Норберт Кюн (ФРГ) — 977.

- Командное первенство.

1. Польша — 2 793 очка.
2. Венгрия — 2 770.
3. СССР — 2 701.

## Стрельба
В стрельбе вновь отличился чехословацкий спортсмен Адам (1066 очков), второй результат имели поляк Печак, финн Пелли, румын Спирлеа и швед Лежер (по 1044 очка). Леднев в числе восьми других пятиборцев получил 1000 очков. Это позволило ему сохранить 2-е место в личном зачете, а на 1-е вышел Печак, третьим был Адам.
Турнирная таблица. Командное первенство после трех дисциплин.
1. Польша
2. СССР
3. Венгрия.

## Плавание
Плавание и бег в последние годы были достаточно хорошо освоены пятиборцами, о чем свидетельствовала плотность результатов на Олимпийских играх в Монреале и на последующих чемпионатах мира. Не были исключением и соревнования в Сан-Антонио. Из 49 участников только 10 в плавании и 9 в легкоатлетическом кроссе не достигли рубежа 1000 очков.
Лучший показатель в плавании был у американца Л.Гленеска (1300 очков), 2-й у поляка Пацельта (1268), 3-й у шведа Христенсена (1240), 4-й у советского пятиборца Рябикина (1212), 5-й и 6-й у канадца Александера и голландца Бергсма (по 1200 очков).

## Бег
Организаторы чемпионата решили построить кросс по новому принципу с гандикапом: лидер уходит на дистанцию первым; с интервалом, равным проигрышу (в перерасчете на секунды), за лидером отправляется второй в турнирной таблице, затем третий и т. д. Финишировавший первым, становится чемпионом, второй серебряным, третий бронзовым призером и т. д.
Диктор, несколько раз растолковывавший зрителям суть новой системы, утомившись, заявил: «Эй, вы, лично я уже всё понял. А до вас дошло или нет? Кто не понял пусть прыгнет ко мне». Эта тирада была встречена аплодисментами. Техас есть Техас!
Такая система имеет плюсы и минусы. Она затрудняет информацию на дистанции и работает против лидера. Это вызвало ажиотаж.
Первым со старта ушел Печак, через 3 секунды начал погоню итальянец Масала, в двух секундах за ним поляк Роткиевич. Павел Леднев начал бег спустя 27 секунд после лидера. Он с первых же метров взял резвый темп и к середине дистанции настиг Роткиевича и Масалу. Впереди оставался только Печак. Но польский пятиборец не упустил своего шанса и финишировал первым. Леднев закончил кросс вторым, Роткиевич—третьим, Масала—четвертым, Рябикин— пятым, американец Гленеск—шестым.
- Кросс. Личное первенство.

1. Барлей (США) — 12.08,0.
2. С. Рябикин (СССР)
3. Паркер (Великобритания)

## Итоги чемпионата
XXII чемпионат мира стал «звёздным часом» и для команды пятиборцев Польши, ставшей золотым призёром. Олимпийский чемпион Януш Печак впервые в своей карьере завоевал золотую медаль чемпиона мира в личном первенстве, а его соотечественник Роткиевич получил бронзовую награду. Второе место в личном зачете, как и на Олимпиаде в Монреале, занял Павел Леднев.
Команда Советского Союза после олимпийского инцидента смыла с себя позорное пятно, в упорной борьбе с польскими пятиборцами завоевала серебряную награду. Всего одна секунда отделила наших пятиборцев от золотых медалей, а дебютанту Сергею Рябикину нехватило 5 очков (2 секунды в беге) до третьего места в личном зачете.
Никто из венгерской тройки не пробился в первую шестерку, но в командном зачёте они завоевали бронзовую медаль, оставив позади команды США, ФРГ и Швеции.
- Итоговые результаты. Личное первенство.

1. П. Печак (Польша) — 5484
2. П. Леднев (СССР) — 5401
3. С. Роткиевич (Польша) — 5352
4. Д. Масала (Италия) — 5349
5. С. Рябикин (СССР) — 5347
6. Н. Гленеск (США) — 5326
7. А. Тарев (СССР) — 5277

- Итотговые результаты. Командное первенство.

1. Польша — 16 029
2. СССР — 16.027
3. Венгрия — 15 644
4. США — 15 643
5. ФРГ — 15 353
6. Швеция — 15 299